# Christian Matthiae
Christian Matthiae (eigentlich: Carsten Thiessen, auch: Matthiä; * 1584 in Epenwöhrden; † 22. Januar 1655 in Utrecht) war ein deutscher evangelischer Theologe.

## Leben
Matthiae besuchte die Lateinschule in Meldorf. Im Anschluss absolvierte er ein Studium der Theologie an der Universität Wittenberg und 1607 an der Universität Gießen. 1614 wurde er Rektor des Gymnasiums in Durlach, promovierte 1617 in Gießen zum Doktor der Theologie und wurde 1618 Professor der Theologie an der Universität Altdorf. Diese akademische Laufbahn beendete er 1622, als er einem Ruf als Hauptpastor und Superintendent nach Meldorf folgte.
Nach der Eroberung Dithmarschens im Dreißigjährigen Krieg wandte er sich gegen die Praxis der neuen Machthaber, Pfarrstellen staatlich zu besetzen. Er sah in diesem Vorgehen eine Verletzung der Souveränität der Kirche. Aufgrund seiner Kritik wurde er 1629 in Krempe (Steinburg) eingekerkert. Nachdem er Ende des Jahres freigelassen wurde, nahm er eine Stelle als Professor an der königlichen Ritterakademie in Sorø auf Seeland an. 1639 legte er sein Amt nieder, zog sich ins Privatleben in Leiden zurück, wurde 1641 wiederum Pastor der lutherischen Gemeinde in Den Haag und verbrachte ab 1645 seine letzten Lebensjahre in Utrecht.

## Werkauswahl
1. Typica totius theol. Sacre delineatio. Hamburg 1629.
2. Systema theologiae. Hamburg 1639, 1652, 1662.
3. Historia patriarcharum. 1647.
4. Theatrum historicum theoretico-practicum in quo quatuor monarchiae, nempe prima, quae est Babyloniorum et Assyriorum, secunda Medorum et Persarum, tertia Graecorum, quarta Romanorum, omnesque reges et imperatores qui illis regnarunt, nova et artficiosa methodo describuntur …. Daniel Elzevier, Amsterdam 1668 (books.google.de).
5. Collegium ethicum in tres libros distributum…. Gießen 1619, 1620.
6. Systema politicum in tres libros distributum…. Gießen 1621.
7. Systema Logicum. 1631.
8. Exercitationes metaphysicae. 1631.
9. Geistlicher Rosengarten und Erklärung des 45. Psalmen vor dem Beylager des königlichen Prinzen Christian in Kopenhagen vorgetragen. 1634.